# Corybas amabilis
Corybas amabilis är en orkidéart som beskrevs av Pieter van Royen. Corybas amabilis ingår i släktet Corybas, och familjen orkidéer. Inga underarter finns listade i Catalogue of Life.